# Оро (песен)
„Оро“ е балканска балада, представила Сърбия на провелия се в Белград песенен конкурс „Евровизия 2008“. Песента е изпята от Йелена Томашевич, придружена на сцената от флейтиста Бора Дугич. Същата година страната се класира директно на финала на конкурса благодарение на победата на Мария Шерифович на миналогодишното му издание. В крайна сметка песента завършва на шесто място със 160 точки.
Песента е вдъхновена от сръбски обичаи. Стихът „на Видовдан пробуди ме да га опет погледам“ (събуди ме на Видовден, за да го видя отново) има двусмислено значение. От една страна стои обичаят, според който необвързаните девойки се вглеждат в небето с надеждата да видят образа на бъдещия любим, а от друга – споменът за Косовската битка от 1389 година.

## Чуждоезични версии
Създадени са версии на песента на още няколко езика: „Adiós Amor“ (испански), „Έλα αγάπη“ (гръцки) и „Minha Dor“ (португалски). Били са планирани версии на руски, английски, шведски, фински, иврит и дори възможна версия на изкуствен език, но такива така и не са издадени. Официалният клубен ремикс е включен редом с чуждоезичните версии на песента в дебютния албум на певицата „Panta Rei“.